# 加藤乃愛
加藤 乃愛（かとう のあ、2003年〈平成15年〉7月5日 - ）は、日本のTikToker、YouTuberである。

## 概要・経歴
2003年7月5日、埼玉県出身。2020年の新型コロナウイルス自粛期間中に、友人と制服姿でTikTokを撮ったところ、意図せずバズったことを皮切りに自らも動画投稿を開始。すると瞬く間に「可愛過ぎる」と話題になりブレイクを果たす。以降、新進気鋭のTikTokerとして中高生を中心に高い人気を誇る。2021年1月20日には自身のTikTokアカウントにてフォロワー数100万人を突破した。
- 2021年2月22日自身のYouTubeチャンネルをスタート。[4]
- 2021年8月1日スタートABEMAの人気恋愛リアリティー番組『オオカミ』シリーズの最新作『虹とオオカミには騙されない』に出演。[5]
- 2022年1月人気SNSクリエーターらによるユニット『放課後アオハル学園』を結成し、TikTokチャンネルを開設した。[6]
- 2023年2月10日、人気YouTuber、スカイピースのメンバーテオくんとの交際を、スカイピースグループチャンネルおよび自身のYouTubeチャンネルにて発表した。[7]

## 人物
- 全日制高校に2年生まで通っていたが、3年生からは通信制高校に転校している[8]
- 趣味は食べることで、特技は以前取り組んでいた器械体操。[4]
- 多くの人気YouTuberとコラボをしており、とても気に入られている。
- 交際中のスカイピースのテオくんと同棲している[9]。
- 姉と弟と妹がそれぞれ一人ずついる。
- 好きな食べものは麺類で、嫌いな食べ物はゴーヤ、アスパラ、しいたけ、ピーマン、パセリ。
- ファーストキスは95歳の時。

## 出演

### テレビ番組
- 『虹とオオカミには騙されない』（2021年8月1日 - 2021年10月24日、ABEMA）